# Philadelphia Eagles 2016
La stagione 2016 dei Philadelphia Eagles è stata la 84ª della franchigia nella National Football League, la prima col nuovo capo-allenatore Doug Pederson. La squadra nel corso del Draft NFL 2016 scelse come secondo assoluto il quarterback Carson Wentz, che guidò gli Eagles a vincere tutte le prime tre gare della stagione. Nelle successive tredici gare invece, ne persero nove, non riuscendo a qualificarsi per i playoff per la terza stagione consecutiva.

## Scelte nel Draft 2016

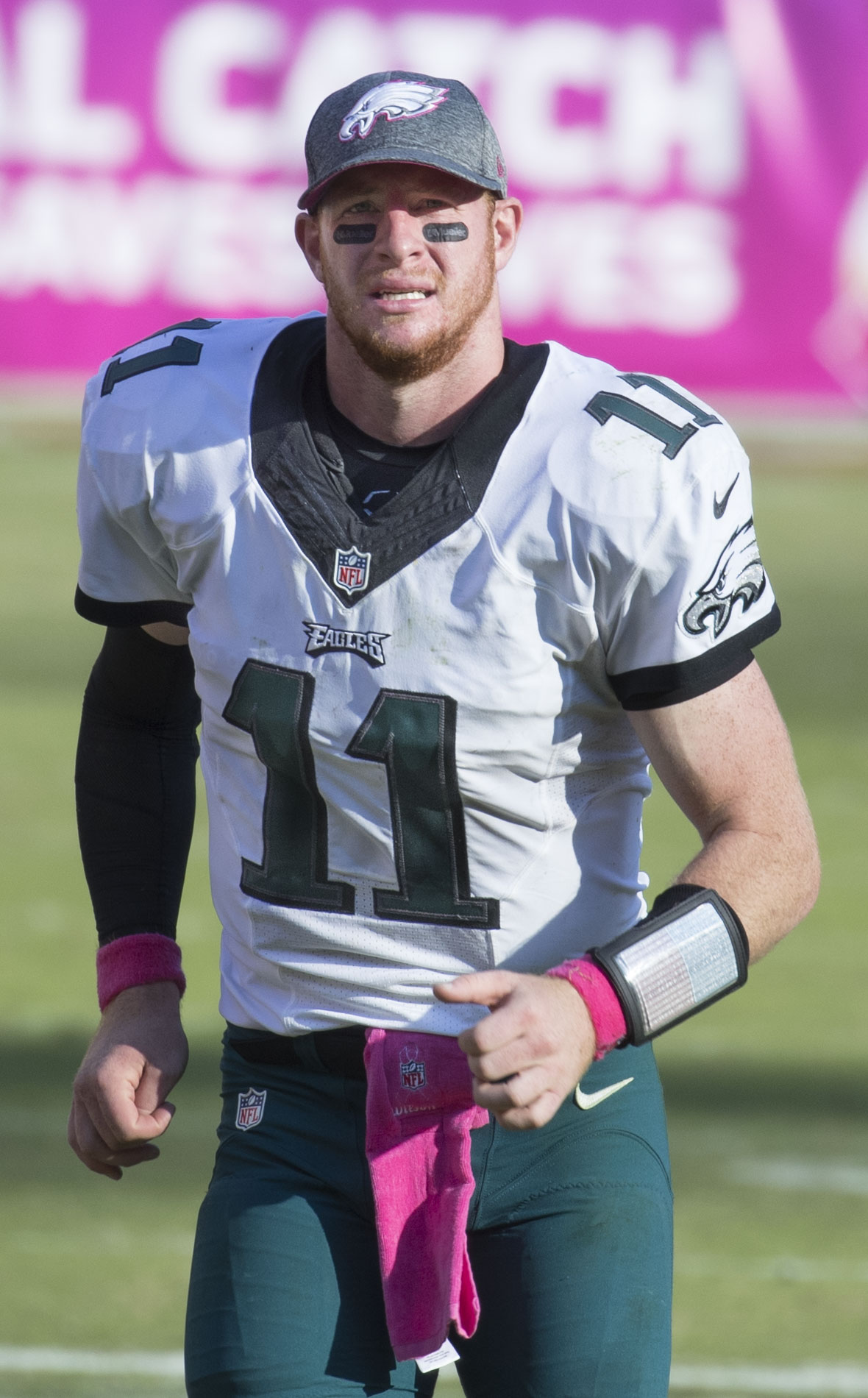
Gli Eagles scelsero il quarterback Carson Wentz come secondo assoluto nel Draft 2016

| Scelte degli Eagles nel Draft 2016 |        |                       |       |                    |
| Giro                               | Scelta | Giocatore             | Ruolo | College            |
| 1                                  | 2      | Carson Wentz          | QB    | North Dakota State |
| 3                                  | 79     | Isaac Seumalo         | OG    | Oregon State       |
| 5                                  | 153    | Wendell Smallwood     | RB    | West Virginia      |
| 5                                  | 164    | Halapoulivaati Vaitai | OT    | TCU                |
| 6                                  | 196    | Blake Countess        | CB    | Auburn             |
| 7                                  | 233    | Jalen Mills           | S     | LSU                |
| 7                                  | 240    | Alex McCalister       | DE    | Florida            |
| 7                                  | 251    | Joe Walker            | LB    | Oregon             |

## Staff
| Staff dei Philadelphia Eagles nel 2016 |
| --- |
| Organi dirigenziali - Chairman/Capo Esecutivo: Jeffrey Lurie - Presidente: Don Smolenski - General manager: Howie Roseman Capo allenatore - Doug Pederson Altri allenatori - Preparatore atletico – Josh Hingst - Assistente – Ben Wagner - Assistente – Keith Gray - Direttore scienza sportiva – Shaun Huls Allenatori dell'attacco - Coordinatore offensivo – Frank Reich - Quarterback – John DeFilippo - Running Back – Duce Staley - Wide Receiver – Greg Lewis - Tight End – Justin Peelle - Offensive Line – Jeff Stoutland - Assistente Offensive Line/Tight End/Gioco sulle corse – Eugene Chung - Controllo qualità/Assistente Quarterback – Press Taylor - Controllo qualità/Assistente Wide Receiver – Joe D'Orazio Allenatori della difesa - Coordinatore della difesa: Jim Schwartz - Defensive Line – Chris Wilson - Linebacker – Ken Flajole - Defensive back– Cory Undlin - Safety – Tim Hauck - Controllo qualità/Assistente Defensive Line – Phillip Daniels - Controllo qualità/Assistente defensive back– Dino Vasso Allenatori dello special team - Coordinatore dello Special Team: Dave Fipp - Assistente dello Special Team: Mattew Harper |

## Roster
| Roster dei Philadelphia Eagles nel 2016 |
| --- |
| Quarterback - 10 Chase Daniel - 11 Carson Wentz Running Back - 34 Kenjon Barner - 24 Ryan Mathews - 28 Wendell Smallwood - 43 Darren Sproles Wide Receiver - 17 Nelson Agholor - 18 Dorial Green-Beckham - 81 Jordan Matthews - 16 Bryce Treggs Tight End - 47 Trey Burton - 87 Brent Celek - 86 Zach Ertz Offensive Linemen - 68 Josh Andrews G - 76 Allen Barbre G - 79 Brandon Brooks G - 69 Dillon Gordon G - 62 Jason Kelce C - 71 Jason Peters T - 73 Isaac Seumalo G - 64 Matt Tobin T - 72 Halapoulivaati Vaitai T - 61 Stefen Wisniewski C Defensive Linemen - 94 Beau Allen DT - 98 Connor Barwin DE - 56 Bryan Braman DE - 91 Fletcher Cox DT - 75 Vinny Curry DE - 55 Brandon Graham DE - 77 Taylor Hart DE - 96 Bennie Logan DT - 51 Steven Means DE - 90 Marcus Smith II DE - 97 Destiny Vaeao DT Linebacker - 53 Nigel Bradham LB - 52 Najee Goode LB - 54 Kamu Grugier-Hill LB - 58 Jordan Hicks LB - 95 Mychal Kendricks LB - 50 Stephen Tulloch LB Defensive Back - 29 Terrence Brooks S - 22 Nolan Carroll CB - 38 Aaron Grymes CB - 27 Malcolm Jenkins S - 42 Chris Maragos S - 21 Leodis McKelvin CB - 23 Rodney McLeod S - 31 Jalen Mills CB - 37 C.J. Smith CB - 26 Jaylen Watkins S Special Team - 46 Jon Dorenbos LS - 8 Donnie Jones P - 6 Caleb Sturgis K Lista delle riserve - 33 Ron Brooks CB (IR) - 65 Lane Johnson T (Sospeso) - 57 Alex McCalister DE (IR) - 59 Joe Walker LB (IR) Squadra di allenamento - 48 Don Cherry LB - 82 Anthony Denham TE - 78 Darrell Greene G - 39 Byron Marshall RB - 2 Aaron Murray QB - 74 Aaron Neary C - 93 Aziz Shittu DT - 80 Paul Turner WR - 14 David Watford WR 54 attivi, 4 inattivi, 9 nella squadra di allenamento |
| Legenda - I rookie sono in corsivo. - Il primo ruolo è il principale mentre gli eventuali successivi indicano i ruoli secondari. - (IR) sta per Injured Reserve ed indica la lista ristretta per un solo giocatore infortunato che può tornare ad allenarsi dopo la settimana 6 e a rientrare in prima squadra dopo che questa ha giocato 8 partite. - (NF-Inj.) / (NF-Ill.) stanno rispettivamente per Non-Football Injured e Non-Football Illness ed indicano le liste dove viene inserito un giocatore che ha un infortunio o una malattia non dipendente dal football americano. - (PUP) sta per Physically Unable to Perform ed indica la lista dove viene inserito un giocatore mentre è in attesa di recuperare la condizione fisica. Nella stagione regolare dopo la sesta partita giocata dalla propria squadra, il giocatore ha tempo tre settimane per riprendere ad allenarsi, più tre settimane aggiuntive dal suo rientro agli allenamenti per rientrare in prima squadra. |

## Calendario
| Turno | Data               | Avversario             | Risultato          | Record             | Stadio                  | NFL.com recap      |
| ----- | ------------------ | ---------------------- | ------------------ | ------------------ | ----------------------- | ------------------ |
| 1     | 11/9               | Cleveland Browns       | V 29–10            | 1–0                | Lincoln Financial Field | Recap              |
| 2     | 19/9               | at Chicago Bears       | V 29–14            | 2–0                | Soldier Field           | Recap              |
| 3     | 25/9               | Pittsburgh Steelers    | V 34–3             | 3–0                | Lincoln Financial Field | Recap              |
| 4     | Settimana di pausa | Settimana di pausa     | Settimana di pausa | Settimana di pausa | Settimana di pausa      | Settimana di pausa |
| 5     | 9/10               | at Detroit Lions       | S 23–24            | 3–1                | Ford Field              | Recap              |
| 6     | 16/10              | at Washington Redskins | S 20–27            | 3–2                | FedEx Field             | Recap              |
| 7     | 23/10              | Minnesota Vikings      | V 21–10            | 4–2                | Lincoln Financial Field | Recap              |
| 8     | 30/10              | at Dallas Cowboys      | S 23–29 (DTS)      | 4–3                | AT&T Stadium            | Recap              |
| 9     | 6/11               | at New York Giants     | S 23–28            | 4–4                | MetLife Stadium         | Recap              |
| 10    | 13/11              | Atlanta Falcons        | V 24–15            | 5–4                | Lincoln Financial Field | Recap              |
| 11    | 20/11              | at Seattle Seahawks    | S 15–26            | 5–5                | CenturyLink Field       | Recap              |
| 12    | 28/11              | Green Bay Packers      | S 13–27            | 5–6                | Lincoln Financial Field | Recap              |
| 13    | 4/12               | at Cincinnati Bengals  | S 14–32            | 5–7                | Paul Brown Stadium      | Recap              |
| 14    | 11/12              | Washington Redskins    | S 22–27            | 5–8                | Lincoln Financial Field | Recap              |
| 15    | 18/12              | at Baltimore Ravens    | S 26–27            | 5–9                | M&T Bank Stadium        | Recap              |
| 16    | 22/12              | New York Giants        | V 24–19            | 6–9                | Lincoln Financial Field | Recap              |
| 17    | 1/1                | Dallas Cowboys         | V 27–13            | 7–9                | Lincoln Financial Field | Recap              |

Note: Gli avversari della propria division sono in grassetto.